# Tao Li Ma
Tao Li Ma (* 1968) ist eine deutsche Synchronsprecherin und Hörbuchsprecherin asiatischer Herkunft. Als Schauspielerin wurde sie vor allem durch Serienrollen in St. Angela und In aller Freundschaft bekannt.

## Werdegang
Tao Li Ma absolvierte ihre Schauspielausbildung in Berlin. In den 1990er-und-2000er-Jahren wirkte sie als Schauspielerin im deutschen Fernsehen. Ulrich König arbeitete mit ihr für den Fernsehfilm Frauen die Prosecco trinken zusammen, wo sie die Rolle der Kim bekleidete und neben Tina Ruland und Hardy Krüger junior vor der Kamera stand. Im Kino debütierte sie 2006 in Felix Benders Chinese Take Away. Nunmehr arbeitet sie als Sprecherin für Film, Fernsehen, Werbung und Hörfunk. Sie bedient die Stimmlagen Alt und Chanson.

## Filmografie
- 1998: Wolffs Revier (Fernsehserie, 1 Folge)
- 1998: St. Angela (Fernsehserie, 16 Folgen)
- 1998–1999: In aller Freundschaft (Fernsehserie, 34 Folgen)
- 1999: Todsünden – Die zwei Gesichter einer Frau
- 2001: Personal Trainer
- 2001: Paps, Versprechen hält man!
- 2001: Frauen, die Prosecco trinken
- 2002: Highspeed – Die Ledercops (Fernsehserie, 4 Folgen)
- 2005: Mit Herz und Handschellen (Fernsehserie, 1 Folge)
- 2005: Die Rosenheim-Cops (Fernsehserie, 1 Folge)
- 2005: Anja & Anton – Der Augenblick
- 2006: Chinese Take Away (Kurzfilm)
- 2006–2007: Schloss Einstein (Fernsehserie, 4 Folgen)